# Association en Suisse
Pour les articles homonymes, voir association.
Une association en Suisse (Verein en allemand) est une forme corporative suisse permettant d'acquérir la personnalité morale. 

## Cadre juridique
Les associations sont définies par les articles 60 à 79 Code civil suisse.
La constitution d'une association, pour autant qu'elle n'ait pas un but économique, nécessite simplement la rédaction de ses statuts, selon les modalités prévues par le Code civil. L'enregistrement auprès du registre du commerce n'est obligatoire que pour les associations ayant un but économique et celles étant soumises à l'obligation de faire réviser leurs comptes.

## Historique
On connaît plus de 30 000 sociétés créées au XIXe siècle. Le terme de « société » était alors plus répandu que celui d’« association », qui recouvre la même réalité sociologique. Le maximum de nouvelles fondations se situe vers 1900, et il existait environ une société pour 100 habitants à cette époque. Il s'agissait de sociétés couvrant diverses activités comme la musique, le chant, le tir, la gymnastique, les œuvres de charité et les sociétés d’étudiants. On estime qu’il y avait 100 000 sociétés à la fin du XXe siècle.
N'étant pas soumise à l'obligation d'enregistrement, il n'existe pas de statistique complète sur le nombre et la forme des associations en Suisse. La simplicité de leur constitution en fait toutefois une des formes légales les plus répandues. 
En 2013, 20 % de la population déclare avoir une activité bénévole ou honorifique associative (hommes 22 %, femmes 18 %).